# Liste der Nummer-eins-Hits in Irland (2023)
Dies ist eine Liste der Nummer-eins-Hits in Irland im Jahr 2023. Sie basiert auf den offiziellen Top 100 der irischen Single- und Albumcharts, die im Auftrag der Irish Recorded Music Association (IRMA) erstellt werden.

## Singles
| ← 2022 ← | Liste der Nummer-eins-Hits in Irland | Liste der Nummer-eins-Hits in Irland | Liste der Nummer-eins-Hits in Irland                                                                                                  | 2024 →                    |
| \| Zeitraum \| Wo. ges. \| Interpret \| Titel Autor(en) \| Zusätzliche Informationen \| \| (Zeitraum, Wochen auf Platz eins, Interpret, Titel, Autor[en], zusätzliche Informationen) \| \| \| \| \| \| ----------------------------------------------------------------------------------------- \| -------- \| ------------------------------- \| ------------------------------------------------------------------------------------------------------------------------------------- \| ------------------------- \| \| 30. Dezember 2022 – 5. Januar 2023 1 Woche (insgesamt 2) \| 2 \| Wham! \| Last Christmas George Michael \| – \| \| 6. Januar 2023 – 19. Januar 2023 2 Wochen (insgesamt 5) \| 5 \| Raye feat. 070 Shake \| Escapism Rachel Keen, Mike Sabath, Danielle Balbuena \| – \| \| 20. Januar 2023 – 30. März 2023 10 Wochen \| 10 \| Miley Cyrus \| Flowers Miley Ray Cyrus, Michael Ross Pollack, Gregory Aldae Hein \| – \| \| 31. März 2023 – 18. Mai 2023 7 Wochen \| 7 \| Calvin Harris & Ellie Goulding \| Miracle Elena Jane Goulding, Adam Richard Wiles, Matthew James Burns, Pablo Bowman Navarro, Peter John Rees Rycroft \| – \| \| 19. Mai 2023 – 8. Juni 2023 3 Wochen \| 3 \| Jazzy \| Giving Me Conor Bissett, Robert Griffiths, Yasmine Byrne \| – \| \| 9. Juni 2023 – 6. Juli 2023 4 Wochen (insgesamt 7) \| 7 \| Dave & Central Cee \| Sprinter Oakley Neil H. T. Caesar-Su, David Orobosa Omoregie, James Olaloye, Joseph Kier Gordon Caleb, Jonny Leslie \| – \| \| 7. Juli 2023 – 13. Juli 2023 1 Woche \| 1 \| Olivia Rodrigo \| Vampire Daniel Leonard Nigro, Olivia Rodrigo \| – \| \| 14. Juli 2023 – 3. August 2023 3 Wochen (insgesamt 7) \| 7 \| Dave & Central Cee \| Sprinter Oakley Neil H. T. Caesar-Su, David Orobosa Omoregie, James Olaloye, Joseph Kier Gordon Caleb, Jonny Leslie \| – \| \| 4. August 2023 – 17. August 2023 2 Wochen \| 2 \| Billie Eilish \| What Was I Made For? Billie Eilish O’Connell, Finneas O’Connell \| – \| \| 18. August 2023 – 31. August 2023 2 Wochen \| 2 \| Dua Lipa \| Dance the Night Caroline Ailin Buvik Furøyen, Dua Lipa, Mark Daniel Ronson, Andrew Wyatt Blakemore \| – \| \| 1. September 2023 – 14. September 2023 2 Wochen (insgesamt 3) \| 3 \| Doja Cat \| Paint the Town Red Amala Zandile Dlamini, Isaac Earl Bynum, Jean Baptiste Kouame, Karl Rubin, Ryan Buendia, Burt Bacharach, Hal David \| – \| \| 15. September 2023 – 21. September 2023 1 Woche \| 1 \| Fred Again & Obongjayar \| Adore U Fred Gibson, Steven Umoh, Barney Lister, Damon Yul Wimbley, Darren Robinson, Mark Morales, Tobias Wincorn \| – \| \| 22. September 2023 – 28. September 2023 1 Woche (insgesamt 3) \| 3 \| Doja Cat \| Paint the Town Red Amala Zandile Dlamini, Isaac Earl Bynum, Jean Baptiste Kouame, Karl Rubin, Ryan Buendia, Burt Bacharach, Hal David \| – \| \| 29. September 2023 – 9. November 2023 6 Wochen \| 6 \| Cassö, Raye & D-Block Europe \| Prada Adam Nathaniel Williams, Ricky Earl Banton, Rachel Keen, Jahmori Simmons, Obi Ebele, Uche Ebele \| – \| \| 10. November 2023 – 7. Dezember 2023 4 Wochen (insgesamt 14) \| 14 \| Noah Kahan \| Stick Season Noah Kahan \| – \| \| 8. Dezember 2023 – 14. Dezember 2023 1 Woche \| 1 \| The Pogues feat. Kirsty MacColl \| Fairytale of New York Shane MacGowan, Jem Finer \| – \| \| 15. Dezember 2023 – 22. Februar 2024 10 Wochen (insgesamt 14) \| 14 \| Noah Kahan \| Stick Season Noah Kahan \| – \| |                                      |                                      | |                           |
| ← 2022 |                                      |                                      | | → 2024 →                  |
| Zeitraum | Wo. ges.                             | Interpret                            | Titel Autor(en) | Zusätzliche Informationen |
| (Zeitraum, Wochen auf Platz eins, Interpret, Titel, Autor[en], zusätzliche Informationen) |                                      |                                      | |                           |
| 30. Dezember 2022 – 5. Januar 2023 1 Woche (insgesamt 2) | 2                                    | Wham!                                | Last Christmas George Michael | –                         |
| 6. Januar 2023 – 19. Januar 2023 2 Wochen (insgesamt 5) | 5                                    | Raye feat. 070 Shake                 | Escapism Rachel Keen, Mike Sabath, Danielle Balbuena                                                                                  | –                         |
| 20. Januar 2023 – 30. März 2023 10 Wochen | 10                                   | Miley Cyrus                          | Flowers Miley Ray Cyrus, Michael Ross Pollack, Gregory Aldae Hein                                                                     | –                         |
| 31. März 2023 – 18. Mai 2023 7 Wochen | 7                                    | Calvin Harris & Ellie Goulding       | Miracle Elena Jane Goulding, Adam Richard Wiles, Matthew James Burns, Pablo Bowman Navarro, Peter John Rees Rycroft                   | –                         |
| 19. Mai 2023 – 8. Juni 2023 3 Wochen | 3                                    | Jazzy                                | Giving Me Conor Bissett, Robert Griffiths, Yasmine Byrne                                                                              | –                         |
| 9. Juni 2023 – 6. Juli 2023 4 Wochen (insgesamt 7) | 7                                    | Dave & Central Cee                   | Sprinter Oakley Neil H. T. Caesar-Su, David Orobosa Omoregie, James Olaloye, Joseph Kier Gordon Caleb, Jonny Leslie                   | –                         |
| 7. Juli 2023 – 13. Juli 2023 1 Woche | 1                                    | Olivia Rodrigo                       | Vampire Daniel Leonard Nigro, Olivia Rodrigo                                                                                          | –                         |
| 14. Juli 2023 – 3. August 2023 3 Wochen (insgesamt 7) | 7                                    | Dave & Central Cee                   | Sprinter Oakley Neil H. T. Caesar-Su, David Orobosa Omoregie, James Olaloye, Joseph Kier Gordon Caleb, Jonny Leslie                   | –                         |
| 4. August 2023 – 17. August 2023 2 Wochen | 2                                    | Billie Eilish                        | What Was I Made For? Billie Eilish O’Connell, Finneas O’Connell                                                                       | –                         |
| 18. August 2023 – 31. August 2023 2 Wochen | 2                                    | Dua Lipa                             | Dance the Night Caroline Ailin Buvik Furøyen, Dua Lipa, Mark Daniel Ronson, Andrew Wyatt Blakemore                                    | –                         |
| 1. September 2023 – 14. September 2023 2 Wochen (insgesamt 3) | 3                                    | Doja Cat                             | Paint the Town Red Amala Zandile Dlamini, Isaac Earl Bynum, Jean Baptiste Kouame, Karl Rubin, Ryan Buendia, Burt Bacharach, Hal David | –                         |
| 15. September 2023 – 21. September 2023 1 Woche | 1                                    | Fred Again & Obongjayar              | Adore U Fred Gibson, Steven Umoh, Barney Lister, Damon Yul Wimbley, Darren Robinson, Mark Morales, Tobias Wincorn                     | –                         |
| 22. September 2023 – 28. September 2023 1 Woche (insgesamt 3) | 3                                    | Doja Cat                             | Paint the Town Red Amala Zandile Dlamini, Isaac Earl Bynum, Jean Baptiste Kouame, Karl Rubin, Ryan Buendia, Burt Bacharach, Hal David | –                         |
| 29. September 2023 – 9. November 2023 6 Wochen | 6                                    | Cassö, Raye & D-Block Europe         | Prada Adam Nathaniel Williams, Ricky Earl Banton, Rachel Keen, Jahmori Simmons, Obi Ebele, Uche Ebele                                 | –                         |
| 10. November 2023 – 7. Dezember 2023 4 Wochen (insgesamt 14) | 14                                   | Noah Kahan                           | Stick Season Noah Kahan | –                         |
| 8. Dezember 2023 – 14. Dezember 2023 1 Woche | 1                                    | The Pogues feat. Kirsty MacColl      | Fairytale of New York Shane MacGowan, Jem Finer                                                                                       | –                         |
| 15. Dezember 2023 – 22. Februar 2024 10 Wochen (insgesamt 14) | 14                                   | Noah Kahan                           | Stick Season Noah Kahan | –                         |

## Alben
| ← 2022 ← | Liste der Nummer-eins-Hits in Irland | Liste der Nummer-eins-Hits in Irland | Liste der Nummer-eins-Hits in Irland                | 2024 → |
| \| Zeitraum \| Wo. ges. \| Interpret \| Titel \| Zusätzliche Informationen \| \| (Zeitraum, Wochen auf Platz eins, Interpret, Titel, zusätzliche Informationen) \| \| \| \| \| \| ------------------------------------------------------------------------------ \| -------- \| ------------------ \| --------------------------------------------------- \| ----------------------------------------------------------------------------------------------------------------------------------------------------------------- \| \| 30. Dezember 2022 – 5. Januar 2023 1 Woche (insgesamt 8) \| 8 \| Dermot Kennedy \| Sonder \| – \| \| 6. Januar 2023 – 12. Januar 2023 1 Woche (insgesamt 9) \| 9 \| Taylor Swift \| Midnights \| – \| \| 13. Januar 2023 – 19. Januar 2023 1 Woche (insgesamt 8) \| 8 \| Dermot Kennedy \| Sonder \| – \| \| 20. Januar 2023 – 26. Januar 2023 1 Woche (insgesamt 9) \| 9 \| Taylor Swift \| Midnights \| – \| \| 27. Januar 2023 – 2. Februar 2023 1 Woche \| 1 \| The Murder Capital \| Gigi’s Recovery \| – \| \| 3. Februar 2023 – 9. Februar 2023 1 Woche \| 1 \| Sam Smith \| Gloria \| – \| \| 10. Februar 2023 – 16. Februar 2023 1 Woche (insgesamt 9) \| 9 \| Taylor Swift \| Midnights \| – \| \| 17. Februar 2023 – 23. Februar 2023 1 Woche \| 1 \| The Academic \| Sitting Pretty \| – \| \| 24. Februar 2023 – 2. März 2023 1 Woche \| 1 \| Inhaler \| Cuts & Bruises \| – \| \| 3. März 2023 – 9. März 2023 1 Woche \| 1 \| Gorillaz \| Cracker Island \| – \| \| 10. März 2023 – 16. März 2023 1 Woche \| 1 \| The Weeknd \| The Highlights \| – \| \| 17. März 2023 – 23. März 2023 1 Woche \| 1 \| Miley Cyrus \| Endless Summer Vacation \| – \| \| 24. März 2023 – 30. März 2023 1 Woche \| 1 \| U2 \| Songs of Surrender \| – \| \| 31. März 2023 – 6. April 2023 1 Woche \| 1 \| Lana Del Rey \| Did You Know That There’s a Tunnel Under Ocean Blvd \| – \| \| 7. April 2023 – 13. April 2023 1 Woche \| 1 \| Boygenius \| The Record \| – \| \| 14. April 2023 – 20. April 2023 1 Woche \| 1 \| Damien Dempsey \| Seize the Day \| – \| \| 21. April 2023 – 27. April 2023 1 Woche \| 1 \| Metallica \| 72 Seasons \| – \| \| 28. April 2023 – 4. Mai 2023 1 Woche (insgesamt 9) \| 9 \| Taylor Swift \| Midnights \| – \| \| 5. Mai 2023 – 11. Mai 2023 1 Woche \| 1 \| The National \| First Two Pages of Frankenstein \| – \| \| 12. Mai 2023 – 25. Mai 2023 2 Wochen \| 2 \| Ed Sheeran \| − \| – \| \| 26. Mai 2023 – 1. Juni 2023 1 Woche \| 1 \| Lewis Capaldi \| Broken by Desire to Be Heavenly Sent \| – \| \| 2. Juni 2023 – 8. Juni 2023 1 Woche (insgesamt 9) \| 9 \| Taylor Swift \| Midnights \| – \| \| 9. Juni 2023 – 15. Juni 2023 1 Woche (insgesamt 17) \| 17 \| Harry Styles \| Harry’s House \| – \| \| 16. Juni 2023 – 22. Juni 2023 1 Woche \| 1 \| Niall Horan \| The Show \| – \| \| 23. Juni 2023 – 29. Juni 2023 1 Woche (insgesamt 17) \| 17 \| Harry Styles \| Harry’s House \| – \| \| 30. Juni 2023 – 13. Juli 2023 2 Wochen (insgesamt 8) \| 8 \| Dermot Kennedy \| Sonder \| – \| \| 14. Juli 2023 – 27. Juli 2023 2 Wochen \| 2 \| Taylor Swift \| Speak Now (Taylor’s Version) \| – \| \| 28. Juli 2023 – 3. August 2023 1 Woche \| 1 \| Blur \| The Ballad of Darren \| – \| \| 4. August 2023 – 10. August 2023 1 Woche \| 1 \| Travis Scott \| Utopia \| – \| \| 11. August 2023 – 17. August 2023 1 Woche \| 1 \| Cian Ducrot \| Victory \| – \| \| 18. August 2023 – 24. August 2023 1 Woche (insgesamt 4) \| 4 \| Taylor Swift \| 1989 \| 2014/15 stand das Album im Original schon dreimal an der Spitze, die Ankündigung der neu aufgenommenen „Taylor’s Version“ verhilft ihm Jahre später zur Rückkehr. \| \| 25. August 2023 – 14. September 2023 3 Wochen \| 3 \| Hozier \| Unreal Unearth \| – \| \| 15. September 2023 – 12. Oktober 2023 4 Wochen (insgesamt 5) \| 5 \| Olivia Rodrigo \| Guts \| – \| \| 13. Oktober 2023 – 19. Oktober 2023 1 Woche \| 1 \| Drake \| For All the Dogs \| – \| \| 20. Oktober 2023 – 26. Oktober 2023 1 Woche \| 1 \| CMAT \| Crazymad, for Me \| – \| \| 27. Oktober 2023 – 2. November 2023 1 Woche \| 1 \| The Rolling Stones \| Hackney Diamonds \| – \| \| 3. November 2023 – 30. November 2023 4 Wochen \| 4 \| Taylor Swift \| 1989 (Taylor’s Version) \| – \| \| 1. Dezember 2023 – 7. Dezember 2023 1 Woche \| 1 \| Take That \| This Life \| – \| \| 8. Dezember 2023 – 14. Dezember 2023 1 Woche (insgesamt 14) \| 14 \| Noah Kahan \| Stick Season \| – \| \| 15. Dezember 2023 – 21. Dezember 2023 1 Woche \| 1 \| The Killers \| Rebel Diamonds \| – \| \| 22. Dezember 2023 – 28. Dezember 2023 1 Woche (insgesamt 14) \| 14 \| Noah Kahan \| Stick Season \| – \| \| 29. Dezember 2023 – 4. Januar 2024 1 Woche (insgesamt 7) \| 7 \| Michael Bublé \| Christmas \| – \| |                                      |                                      |                                                     | |
| ← 2022 |                                      |                                      |                                                     | → 2024 → |
| Zeitraum | Wo. ges.                             | Interpret                            | Titel                                               | Zusätzliche Informationen |
| (Zeitraum, Wochen auf Platz eins, Interpret, Titel, zusätzliche Informationen) |                                      |                                      |                                                     | |
| 30. Dezember 2022 – 5. Januar 2023 1 Woche (insgesamt 8) | 8                                    | Dermot Kennedy                       | Sonder                                              | – |
| 6. Januar 2023 – 12. Januar 2023 1 Woche (insgesamt 9) | 9                                    | Taylor Swift                         | Midnights                                           | – |
| 13. Januar 2023 – 19. Januar 2023 1 Woche (insgesamt 8) | 8                                    | Dermot Kennedy                       | Sonder                                              | – |
| 20. Januar 2023 – 26. Januar 2023 1 Woche (insgesamt 9) | 9                                    | Taylor Swift                         | Midnights                                           | – |
| 27. Januar 2023 – 2. Februar 2023 1 Woche | 1                                    | The Murder Capital                   | Gigi’s Recovery                                     | – |
| 3. Februar 2023 – 9. Februar 2023 1 Woche | 1                                    | Sam Smith                            | Gloria                                              | – |
| 10. Februar 2023 – 16. Februar 2023 1 Woche (insgesamt 9) | 9                                    | Taylor Swift                         | Midnights                                           | – |
| 17. Februar 2023 – 23. Februar 2023 1 Woche | 1                                    | The Academic                         | Sitting Pretty                                      | – |
| 24. Februar 2023 – 2. März 2023 1 Woche | 1                                    | Inhaler                              | Cuts & Bruises                                      | – |
| 3. März 2023 – 9. März 2023 1 Woche | 1                                    | Gorillaz                             | Cracker Island                                      | – |
| 10. März 2023 – 16. März 2023 1 Woche | 1                                    | The Weeknd                           | The Highlights                                      | – |
| 17. März 2023 – 23. März 2023 1 Woche | 1                                    | Miley Cyrus                          | Endless Summer Vacation                             | – |
| 24. März 2023 – 30. März 2023 1 Woche | 1                                    | U2                                   | Songs of Surrender                                  | – |
| 31. März 2023 – 6. April 2023 1 Woche | 1                                    | Lana Del Rey                         | Did You Know That There’s a Tunnel Under Ocean Blvd | – |
| 7. April 2023 – 13. April 2023 1 Woche | 1                                    | Boygenius                            | The Record                                          | – |
| 14. April 2023 – 20. April 2023 1 Woche | 1                                    | Damien Dempsey                       | Seize the Day                                       | – |
| 21. April 2023 – 27. April 2023 1 Woche | 1                                    | Metallica                            | 72 Seasons                                          | – |
| 28. April 2023 – 4. Mai 2023 1 Woche (insgesamt 9) | 9                                    | Taylor Swift                         | Midnights                                           | – |
| 5. Mai 2023 – 11. Mai 2023 1 Woche | 1                                    | The National                         | First Two Pages of Frankenstein                     | – |
| 12. Mai 2023 – 25. Mai 2023 2 Wochen | 2                                    | Ed Sheeran                           | −                                                   | – |
| 26. Mai 2023 – 1. Juni 2023 1 Woche | 1                                    | Lewis Capaldi                        | Broken by Desire to Be Heavenly Sent                | – |
| 2. Juni 2023 – 8. Juni 2023 1 Woche (insgesamt 9) | 9                                    | Taylor Swift                         | Midnights                                           | – |
| 9. Juni 2023 – 15. Juni 2023 1 Woche (insgesamt 17) | 17                                   | Harry Styles                         | Harry’s House                                       | – |
| 16. Juni 2023 – 22. Juni 2023 1 Woche | 1                                    | Niall Horan                          | The Show                                            | – |
| 23. Juni 2023 – 29. Juni 2023 1 Woche (insgesamt 17) | 17                                   | Harry Styles                         | Harry’s House                                       | – |
| 30. Juni 2023 – 13. Juli 2023 2 Wochen (insgesamt 8) | 8                                    | Dermot Kennedy                       | Sonder                                              | – |
| 14. Juli 2023 – 27. Juli 2023 2 Wochen | 2                                    | Taylor Swift                         | Speak Now (Taylor’s Version)                        | – |
| 28. Juli 2023 – 3. August 2023 1 Woche | 1                                    | Blur                                 | The Ballad of Darren                                | – |
| 4. August 2023 – 10. August 2023 1 Woche | 1                                    | Travis Scott                         | Utopia                                              | – |
| 11. August 2023 – 17. August 2023 1 Woche | 1                                    | Cian Ducrot                          | Victory                                             | – |
| 18. August 2023 – 24. August 2023 1 Woche (insgesamt 4) | 4                                    | Taylor Swift                         | 1989                                                | 2014/15 stand das Album im Original schon dreimal an der Spitze, die Ankündigung der neu aufgenommenen „Taylor’s Version“ verhilft ihm Jahre später zur Rückkehr. |
| 25. August 2023 – 14. September 2023 3 Wochen | 3                                    | Hozier                               | Unreal Unearth                                      | – |
| 15. September 2023 – 12. Oktober 2023 4 Wochen (insgesamt 5) | 5                                    | Olivia Rodrigo                       | Guts                                                | – |
| 13. Oktober 2023 – 19. Oktober 2023 1 Woche | 1                                    | Drake                                | For All the Dogs                                    | – |
| 20. Oktober 2023 – 26. Oktober 2023 1 Woche | 1                                    | CMAT                                 | Crazymad, for Me                                    | – |
| 27. Oktober 2023 – 2. November 2023 1 Woche | 1                                    | The Rolling Stones                   | Hackney Diamonds                                    | – |
| 3. November 2023 – 30. November 2023 4 Wochen | 4                                    | Taylor Swift                         | 1989 (Taylor’s Version)                             | – |
| 1. Dezember 2023 – 7. Dezember 2023 1 Woche | 1                                    | Take That                            | This Life                                           | – |
| 8. Dezember 2023 – 14. Dezember 2023 1 Woche (insgesamt 14) | 14                                   | Noah Kahan                           | Stick Season                                        | – |
| 15. Dezember 2023 – 21. Dezember 2023 1 Woche | 1                                    | The Killers                          | Rebel Diamonds                                      | – |
| 22. Dezember 2023 – 28. Dezember 2023 1 Woche (insgesamt 14) | 14                                   | Noah Kahan                           | Stick Season                                        | – |
| 29. Dezember 2023 – 4. Januar 2024 1 Woche (insgesamt 7) | 7                                    | Michael Bublé                        | Christmas                                           | – |